# Moleskin

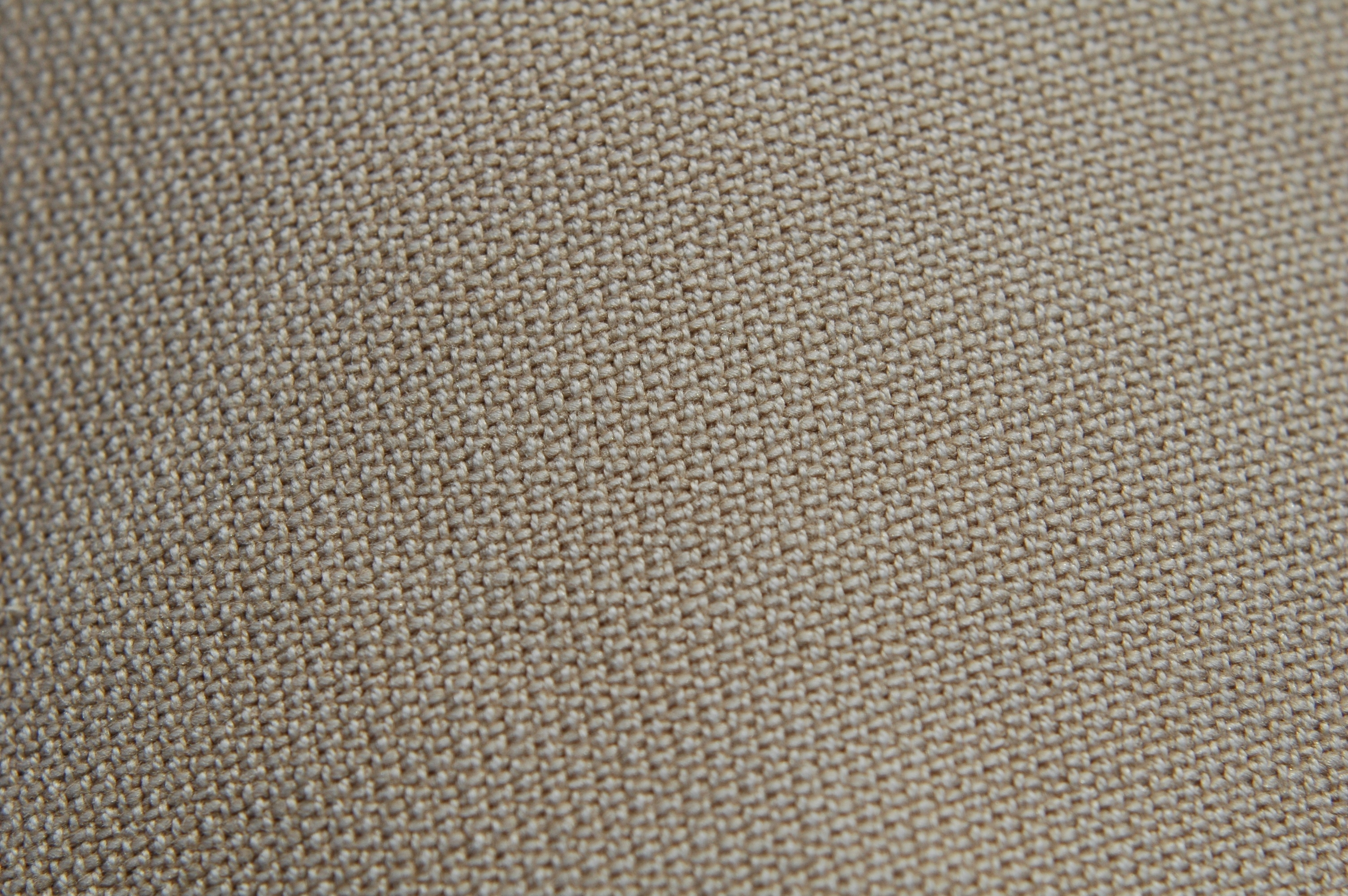
Vzorek moleskinové tkaniny

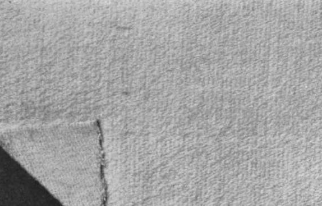
Moleskin z roku 1920: bělený a počesávaný, osnova 20x2 tex/útek 33 tex, 464 g/m²

Moleskin (z angl.: krtčí kožešina) zvaný také anglická kůže je hustá bavlněná tkanina.
Vyrábí se v pětivazném nebo osmivazném zesíleném atlasu, osnova je obvykle ze skané příze, útek z měkce točené jednoduché příze. Tkanina se na rubu počesává a dostává tam měkký, semišový povrch a omak.
Moleskinu na lícní straně počesávanému a postřihovanému se česky říká jelenice.
Moleskin se dříve používal častěji (sportovní oděvy, vojenské uniformy, autopotahy, svršky na boty). V současné době (2010) je známé jen použití na pracovní a ležérní oblečení, jinak byl téměř zcela nahrazen umělou kůží z mikrovláken (alcantara, amaretta apod.).
V Anglii je moleskin stále ještě oblíbený a specializovaní výrobci jej odtud vyváží do více zemí.

## Použití
Moleskin se běžně používá k výrobě kalhot, které jsou z hlediska střihu a konstrukce podobné džínům.

### Lékařské
Moleskin může být vyztužen lepicí podložkou a použit k prevenci nebo ošetření zranění chodidel. V případě puchýře se moleskin nařízne uprostřed, aby látka nepřilnula přímo k puchýři. Tloušťka okolní kůže chrání puchýř před dalším třením.

### Audiovizuální produkce
Moleskin se také běžně používá při audiovizuální produkci, pokud se používá mikroport. Je-li potřebné další zakrytí mikroportu, může se nosit pod vrstvou nebo vrstvami oblečení. To by za normálních okolností způsobilo, že by mikroport zachytil nežádoucí zvuky šustění oblečení, když se tkanina otírá o tělo a mikroport. Připevnění pruhu látky kolem mikroportu významně sníží množství šumu, které vytváří zpěvákovo oblečení a následně sníží množství nežádoucího šumu zachyceného mikroportem.

### Vojenské
Západoněmecké armádní uniformy od šedesátých až do začátku devadesátých let byly vyrobeny z moleskinové tkaniny v šedavé olivově-hnědé barvě, ale tato německá tkanina nebyla postřižena a nebyla na lícní straně počesána. Přesto to byla hustě tkaná látka, která byla odolná proti větru a oděru.
Vojenští odstřelovači občas zabalí pažby svých pušek do moleskinu, protože moleskin absorbuje pot a zabrání skluzu.

### Pracovní oděv
Kalhoty z moleskinu si britští dělníci oblíbili na konci devatenáctého století díky tomu, že tato tkanina výborně udržuje teplo a je odolná vůči větru.

## Druhy
Bavlněný satén je druhem moleskinu. Používá levnější bavlnu s krátkým vláknem k vytvoření měkčí tkaniny, která je poměrně jemná a rychle se opotřebovává.